# العلاقات الباكستانية الكوبية
العلاقات الباكستانية الكوبية هي العلاقات الثنائية التي تجمع بين باكستان وكوبا.

## مقارنة بين البلدين
هذه مقارنة عامة ومرجعية للدولتين:
| وجه المقارنة                                              | باكستان                     | كوبا                              |
| --------------------------------------------------------- | --------------------------- | --------------------------------- |
| المساحة (كم2)                                             | 881.91 ألف                  | 109.88 ألف                        |
| عدد السكان (نسمة)                                         | 197.02 مليون                | 11.48 مليون                       |
| الكثافة السكانية (ن./كم²)                                 | 223.4                       | 104.48                            |
| العاصمة                                                   | إسلام آباد                  | هافانا                            |
| اللغة الرسمية                                             | لغة إنجليزية، اللغة الأردية | اللغة الإسبانية                   |
| العملة                                                    | روبية باكستانية             | بيزو كوبي، بيزو كوبي قابل للتحويل |
| الناتج المحلي الإجمالي (بليون دولار)                      | 304.95 مليار                | 87.13 مليار                       |
| الناتج المحلي الإجمالي (تعادل القوة الشرائية) بليون دولار | 946.67 مليار                |                                   |
| الناتج المحلي الإجمالي الاسمي للفرد دولار أمريكي          | 1.43 ألف                    |                                   |
| الناتج المحلي الإجمالي للفرد دولار أمريكي                 | 4.81 ألف                    |                                   |
| مؤشر التنمية البشرية                                      | 0.538                       | 0.769                             |
| رمز المكالمات الدولي                                      | +92                         | +53                               |
| رمز الإنترنت                                              | .pk                         | .cu                               |
| المنطقة الزمنية                                           | ت ع م+05:00                 | 00                                |

## منظمات دولية مشتركة
يشترك البلدان في عضوية مجموعة من المنظمات الدولية، منها:
| علم المنظمة | اسم المنظمة                   | تاريخ انضمام باكستان | تاريخ انضمام كوبا |
| ----------- | ----------------------------- | -------------------- | ----------------- |
|             | يونسكو                        | 14 سبتمبر 1949       | 29 أغسطس 1947     |
|             | منظمة حظر الأسلحة الكيميائية  | ?                    | ?                 |
|             | منظمة التجارة العالمية        | ?                    | ?                 |
|             | الاتحاد البريدي العالمي       | ?                    | ?                 |
|             | منظمة الشرطة الجنائية الدولية | ?                    | ?                 |
|             | الأمم المتحدة                 | 30 سبتمبر 1947       | 24 أكتوبر 1945    |
|             | الاتحاد الدولي للاتصالات      | 26 أغسطس 1947        | 16 يناير 1918     |
|             | المنظمة الهيدروغرافية الدولية | ?                    | ?                 |

## وصلات خارجية
- موقع وزارة الخارجية الباكستانية
- موقع وزارة الخارجية الكوبية